# Matti Kassila
Matti Kassila (Keuruu, 1924. január 12. – Vantaa, 2018. december 14.) finn filmrendező, forgatókönyvíró.

## Filmjei
- Isäntä soittaa hanuria (1949)
- Professori Masa (1949)
- Maija löytää sävelen (1950, forgatókönyvíró is)
- Lakeuksien lukko (1951)
- Radio tekee murron (1951, forgatókönyvíró is)
- Radio tulee hulluksi (1952, forgatókönyvíró is)
- Varsovan laulu (1953, forgatókönyvíró is)
- Tyttö kuunsillalta (1953, forgatókönyvíró is)
- Sininen viikko (1954, forgatókönyvíró is)
- Hilmanpäivät (1954, forgatókönyvíró is)
- Isän vanha ja uusi (1955)
- Pastori Jussilainen (1955, forgatókönyvíró is)
- Elokuu (1956, forgatókönyvíró is)
- Kuriton sukupolvi (1957)
- Syntipukki (1957, forgatókönyvíró is)
- Punainen viiva (1959, forgatókönyvíró is)
- Lasisydän (1959, forgatókönyvíró is)
- Komisario Palmun erehdys (1960, forgatókönyvíró is)
- Tulipunainen kyyhkynen (1961)
- Kaasua, komisario Palmu! (1961, forgatókönyvíró is)
- Tähdet kertovat, komisario Palmu (1962, forgatókönyvíró is)
- Kolmen kaupungin kasvot (1963, dokumentumfilm, forgatókönyvíró is)
- Äl' yli päästä perhanaa (1968, forgatókönyvíró is)
- Vodkaa, komisario Palmu (1969, forgatókönyvíró is)
- Päämaja (1970, forgatókönyvíró is)
- Ádám Éva-kosztümben (Aatamin puvussa... ...ja vähän Eevankin) (1971, forgatókönyvíró is)
- Haluan rakastaa, Peter (1972, forgatókönyvíró is)
- Meiltähän tämä käy (1973, forgatókönyvíró is)
- Natalia (1979, forgatókönyvíró is)
- Niskavuori család (Niskavuori) (1984, forgatókönyvíró is)
- Jäähyväiset presidentille (1987, forgatókönyvíró is)
- Ihmiselon ihanuus ja kurjuus (1988, forgatókönyvíró is)
- Kaikki pelissä (1994, forgatókönyvíró is)